# سیارک ۱۶۷۰۰
سیارک ۱۶۷۰۰ (به انگلیسی: 16700 Seiwa، نامگذاری:1995DZ) شانزده هزار و هفتصدمین سیارک کشف شده‌است که در ۲۲ فوریه ۱۹۹۵ کشف شد.